# Журналістика рішень
Журналістика рішень — це підхід до повідомлення новин, який фокусується на відповідях на соціальні питання, а також на самих проблемах. Історії рішень, прикріплені до достовірних доказів, пояснюють, як і чому відповіді працюють чи не працюють. Метою цього журналістського підходу є представлення людям правдивішого, більш повного погляду на ці проблеми, що сприяє їх вирішенню та більш ефективному громадянству.

## Визначення та теорія
Журналістика рішень — це ретельний, доказовий звіт з відповідями на соціальні проблеми. Історії рішень можуть приймати різні форми, але вони мають декілька ключових характеристик. Вони визначають першопричини соціальної проблеми; чітко виділяють відповіді на цю проблему; представляють докази впливу цієї відповіді; пояснюють, як і чому працює відповідь чи не працює. Коли це можливо, розповіді про рішення також представляють ідеї, які допомагають людям краще зрозуміти, як працюють складні системи та як їх можна вдосконалити.
Прихильники журналістики рішень розрізняють підхід так званої «доброї новини», яка може характеризуватися поверхневим викладом відповіді без ретельного аналізу чи перевірки ефективності цієї відповіді. Історії рішень оцінюють відповіді, які працюють сьогодні, на відміну від неперевірених теорій, і вони, як правило, приділяють більше уваги інноваціям, ніж людині чи установі, відповідальній за це нововведення.
Прихильники журналістики рішень вважають, що вона забезпечує важливу систему зворотного зв'язку, яка дозволяє суспільству бачити надійні можливості та успішніше реагувати на нові проблеми. Звітування про відповіді на соціальні проблеми, за їхніми словами, може зміцнити суспільство, збільшивши обіг знань, необхідних для громадян, щоб ефективніше займатися питаннями у своїх громадах, а громади, лідери, новатори та благодійники, в свою чергу, повинні приймати відповідні, обґрунтовані рішення щодо політики та інвестицій.
Просте звітування про проблеми, як показують деякі дослідження, може знизити почуття ефективності громадян, приводячи їх до відмови від суспільного життя. У дослідженні 2008 року Associated Press виявило, що молоді люди втомилися від новин, які вони сприймають як негативні та такі, що не мають рішення. Це призвело до «втоми від новин», в якій люди прагнули вибратись із засобів масової інформації, а не брати участь в подіях. Журналістика рішень стверджує, що повідомлення про шляхи вирішення проблем може збільшити залучення аудиторії, підвищити почуття ефективності та сприяє конструктивному дискурсу навколо суперечливих питань.
Практикуючі журналісти рішень кажуть, що такий підхід доповнює традиційну роль преси, надаючи громадянам більш повний погляд на проблеми. Крім того, за їхніми словами, це може посилити вплив звітності про журналістські розслідування, подаючи докази того, що розглянуті проблеми насправді можна вирішити.
Прихильники журналістики рішень відрізняють свою сферу діяльності від громадянської журналістики — руху, який набув певного імпульсу в США у 90-х роках, виступаючи за активнішу роль журналістики в демократичному процесі.

## Історія
Ще в 1998 році журналісти відзначили появу нового виду журналістики, який вивчав те, що люди та установи роблять для вирішення соціальних проблем. Деякі критики журналістики зауважували, що керівні припущення традиційної журналістики, які вірять в те, що завдання репортера викривати протиправні дії не можуть бути загальновизнаними. Вони вважають, що просто повідомлення про проблеми, не є вирішенням всіх соціальних негараздів у світі.
Інші форми журналістики аналогічно реагують на надлишок негативу висвітленого у ЗМІ. Громадянська журналістика, яка набула певної популярності у США у 90-х роках, прагне залучити читачів до публічного дискурсу, щоб заохотити активну участь у демократичному процесі та каталізувати зміни. Журналістика рішень також пов'язана з подібними журналістськими стилями, що практикуються за межами США, включаючи «конструктивну журналістику», що виникла в Данії.
У 2003 році виникла французька громадська організація Reporters d'Espoirs («Репортери надії») створена як мережа журналістів та медіа-професіоналів, які хочуть «просувати у ЗМІ новини, які базуються на рішеннях». Організація офіційно зареєстрована в ЮНЕСКО в 2004 році. Вона просуває поняття «інформаційне рішення» та «журналістика рішень», працюючи з усіма видами засобів масової інформації для поширення ініціатив серед широкої громадськості. Протягом багатьох років вони демонстрували статті, засновані на журналістиці рішень, у таких газетах, як «Libération», «Ouest-France», у телевізійних програмах, таких як TF1. 
The Tyee, канадський новинний сайт, заснований Девідом Бірсом у 2003 році, має в своїй структурі розділ "Рішення". У 2006 році сайт створив товариство Solutions Reporting, яке збирає кошти у читачів для фінансування журналістських позаштатних проектів. У 2009 році бізнес-директор компанії Beers and Tyee Мішель Хоар створила некомерційне товариство Tyee Solutions Society, яке випускає серію статей з  журналістики рішень, які публікуються в The Tyee та інших ЗМІ.
На початку 2010 року Роберт Костанца, Девід Орр, Іда Кубішевський та інші запустили Solutions некомерційне друковане та інтернет видання, яке присвячене демонстрації ідей вирішення екологічних, соціальних та економічних проблем у світі. Правило написання публікацій у Solutions однакове для всіх статей: не більше ніж на одну третину паперу слід описати проблему, в той час як принаймні дві третини повинні бути присвячені рішенням. З роками, читацька аудиторія постійно зростала, тому Solutions створили партнерство з 350 організаціями по всьому світу, включаючи Римський клуб, Фонд Девіда Судзукі, Національний центр консенсусу з питань політики (NPCC), Агентство охорони навколишнього середовища США (EPA), Стокгольмський центр стійкості, Всесвітню раду майбутнього та багато інших.
У 2010 році журналісти Девід Борнштейн та Тіна Розенберг також створили колонку «Виправлення» для розділу The New York Times. «Виправлення» — це щотижневе повідомлення з відповідями на нагальні соціальні проблеми. Пізніше Борнштейн та Розенберг разом з журналісткою Кортні Мартін співзаснували Мережу журналістики рішень, незалежну некомерційну організацію, яка має місію зробити журналістику рішень частиною основної практики в новинах.

## Критика
Журналісти та читачі іноді негативно реагують на підхід журналістики рішення. Однією загальною критикою є те, що журналістика рішень легко перетворюється на поклоніння героям, натомість не вивчаючи критично важливі проблеми суспільства. Насправді, деякі інформаційні організації створили конкретні розділи для висвітлення «хороших новин», які можуть допомогти отримати дохід від рекламодавця чи спонсора. Прихильники журналістики рішень стверджують, що подібні історії не представляють собою ретельної, заснованої на фактах звітності.
Критики журналістики рішень також висловлювали занепокоєння щодо можливої упередженості та адвокації. Вони пропонують чітку межу між звітуванням з відповідями та фактичним виступом від їх імені. Прихильники журналістики рішень відповідають, що на основі доказів підхід до звітування зменшує ризик упередженості та що історії рішень не повинні бути пов'язані з «закликом до дії» для читачів.
Інші хвилюються про те, що при висвітленні багатьох складних соціальних проблем не показані чіткі причини або їхнє чітке вирішення. Це може робити необхідним, щоб журналісти, які шукають розв'язання рішень, мали значну експертизу в певній галузі, і навіть тоді, як вважають деякі, одержані історії неминуче будуть надто спрощеними щодо реальності системної проблеми.

## Прихильники
Мережа журналістики рішень працює, за її словами, «для легітимізації та поширення практики журналістики рішень: суворої та переконливої звітності про відповіді на соціальні проблеми». Щоб досягти своєї місії, МЖР співпрацює з журналістами різними способами підвищуючи рівень обізнаності та практику звітування про рішення. Мережа журналістики рішень співпрацює з численними новинними організаціями в США, включаючи The Seattle Times, Christian Science Monitor, The Boston Globe та Центр розслідувань, для підготовки проектів звітності, орієнтованих на рішення. Компанія Positivas, яка базується в Аргентині, є першим медіа-сертифікованим центром у Латинській Америці, який працює з піонерською конструктивною журналістикою на радіо та в Інтернеті з 2003 року. 

## Журналістика рішень в Україні
В Україні журналістика рішень лягла в основу роботи видання “Рубрика” — першого українського видання, яке розвиває цей підхід і відкрито оголосило про своє позиціонування як медіа рішень у 2020 році. Саме онлайн-медіа було засновано у 2018 році Анастасією Руденко як суспільно-політичне видання з акцентом на темах екології, урбанізму та правах жінок.
Підхід “Рубрики” до журналістики рішень характеризується також тим, що елементи журналістики рішень видання впроваджує також до тих матеріалів, які не є класичними кейсами-рішеннями.